# Stiftung Datenschutz

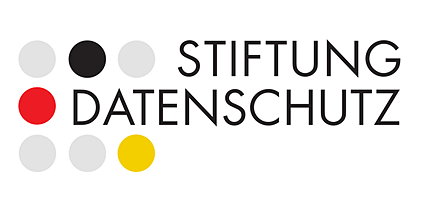
Logo der Stiftung Datenschutz

Die Stiftung Datenschutz wurde 2013 von der Bundesregierung gegründet. Stifterin ist die Bundesrepublik Deutschland. Aufgabe der unabhängigen Einrichtung ist die Förderung des Datenschutzes an den Schnittstellen zwischen Politik, Aufsichtsbehörden, Wirtschaft, Wissenschaft und Gesellschaft. Die Bundesstiftung bietet eine neutrale Diskussionsplattform zu Fragen der Datenpolitik und des Datenschutzrechts. Darüber hinaus stellt sie praktische Informationen zur Anwendung des Datenschutzrechts für bestimmte Zielgruppen bereit.
Die Stiftung Datenschutz ist steuerrechtlich gemeinnützig und politisch neutral; sie agiert frei von gewerblichen oder aufsichtspolitischen Interessen. Als unabhängige Einrichtung kann sie Vorschläge zur Verbesserung des Datenschutzes erarbeiten und öffentlich zur Diskussion stellen. Schwerpunkt der Arbeit ist der nicht-öffentliche Bereich, d. h. der Umgang mit personenbezogenen Daten im Verhältnis zwischen Bürgern und Unternehmen. Diese Struktur und Schwerpunktsetzung wird von der Stiftung als Alleinstellungsmerkmal herausgestellt, da weder Datenschutzaufsichtsbehörden noch Wirtschaftsvereinigungen oder andere Organisationen eine offene Diskussionsplattform ausschließlich zu Datenschutzthemen anbieten.

## Sitz, Organe, Stiftungskapital
Die vom Bund gestiftete gemeinnützige und rechtsfähige Stiftung bürgerlichen Rechts hat ihren Sitz in Leipzig und unterliegt somit der Stiftungsaufsicht des Freistaats Sachsen. Stiftungsorgane sind der die Geschäfte führende Vorstand, der die Geschäftsführung überwachende Verwaltungsrat und der beratende Beirat. Gründungsvorstand ist der Jurist Frederick Richter. Die Stiftung wurde von der Bundesrepublik Deutschland als Stifterin mit einem Stiftungsvermögen von 10 Millionen Euro ausgestattet; das Vermögen ist sicher anzulegen und gemäß der Vorgabe des Stiftungsrechts ungeschmälert zu erhalten.

## Zweck
Der Zweck der Stiftung ist es, die Belange des Datenschutzes sowie Wissenschaft, Forschung und Bildung zu fördern.

## Gründungsphase und Entwicklung
Der Deutsche Bundestag hat die Stiftungsgründung mehrheitlich begrüßt; in einem Gegenantrag wurde deutliche Kritik geäußert. Diese bezog sich vor allem auf die Unabhängigkeit der Stiftung und ihre unzureichende finanzielle Ausstattung. Die Opposition bezweifelte, dass mit der vorgesehenen finanziellen Ausstattung die satzungsgemäßen Aufgaben zu erfüllen sein würden. Bei einer Anhörung im Bundestag im März 2013 versprach der Gründungsvorstand eine unabhängige und staatsferne Arbeitsweise. Seit Februar 2019 entsenden alle im Deutschen Bundestag vertretenen Parteien Abgeordnete in den Stiftungsbeirat, zuletzt gewählt im Juni 2022.
Die aus der Bundestagswahl 2017 hervorgegangene Große Koalition hatte im Koalitionsvertrag festgelegt (S. 129), die Arbeit der Bundesstiftung fördern zu wollen. Im November 2020 beschloss die Koalition schließlich eine Aufnahme der Stiftung in die institutionelle Förderung; im Bundeshaushalt 2021 wurde eine Zuwendung von 700.000 € festgelegt. 2022 wurde das Stiftungsvermögen wieder auf die ursprünglichen 10 Mio. € aufgefüllt, und die Stiftung wurde für die Zukunft im Justiz- und nicht mehr im Innen-Etat angesiedelt; der im Regierungsentwurf des Bundeshaushaltsplanes zunächst erneut vorgesehene Zuschuss von 700.000 € wurde auf 1 Mio. € erhöht. In den Jahren 2023 und 2024 wurde der Zuschuss an die Stiftung um 110.000 € auf 1,11 Mio. € erhöht. Damit solle nach Maßgabe des Haushaltsgesetzgebers die Arbeit der Stiftung als „unabhängige Diskussionsplattform und Informationsplattform zum Thema Datenrecht und Datenpolitik“ gestärkt werden.

## Veröffentlichungen und Informationsangebote (Auswahl)
- Dezember 2024: „Datenschutz bei Mastodon – Leitfaden für den Instanz-Betrieb im dezentralen Netzwerk“[13]
- Seit Mai 2024: „DatenschutzArchiv“,[14] sammelt die über das Internet verstreuten Dokumente der Datenschutzaufsichtsbehörden an einem Ort, bündelt die Berichte der Datenschutz-Aufsichtsbehörden seit 1972, Nachfolger vom Zentralarchiv für Tätigkeitsberichte der Bundes- und der Landesdatenschutzbeauftragten sowie der Aufsichtsbehörden für den Datenschutz - ZAfTDa
- Seit Juni 2023: „Datenschutz für Kleinunternehmen“, speziell für kleine Unternehmen und Solo-Selbstständige, denen es häufig an Fachwissen und Ressourcen fehlt, um Risiken zu erkennen und Datenschutzmaßnahmen angemessen umzusetzen[15]
- Ende 2022: „Praxisleitfaden zum Anonymisieren personenbezogener Daten“, auf Deutsch und Englisch[16]
- Seit Juli 2021: „DatenschutzWoche“, wöchentlicher Newsletter mit den wichtigsten Datenschutz-Nachrichten der Woche, aktuellen Gerichtsentscheidungen, internationalen Nachrichten und Neuem aus den Aufsichtsbehörden[17]
- Seit Mai 2021: „Datenschutz im Ehrenamt“[18]

## Veranstaltungen (Auswahl)
- Seit Mai 2021 quartalsweise stattfindende Webinar-Reihe zu „Datenschutz im Ehrenamt“[19]
- Seit September 2020 monatliche Webinar-Reihe „Datenschutz am Mittag“ zur praktischen Anwendung des Datenschutzrechts[20]
- Seit November 2013 regelmäßig stattfindende Veranstaltungsreihe „DatenTag“ zu verschiedenen aktuellen Themen aus Datenschutzrecht und Datenpolitik mit Experten aus Forschung, Wirtschaft, Verbänden und Verwaltung[21]
- Von Juli 2017 bis Juni 2022 fand in unregelmäßigen Abständen der „DatenDialog“[22] statt. Dieser wird seit Juni 2025 ersetzt durch die neue Veranstaltungsreihe „DatenschutzDiskurs,“[23] in der sich Experten im Gespräch mit Frederick Richter zu aktuellen Datenschutzthemen äußern.